# Scytale (cryptografie)

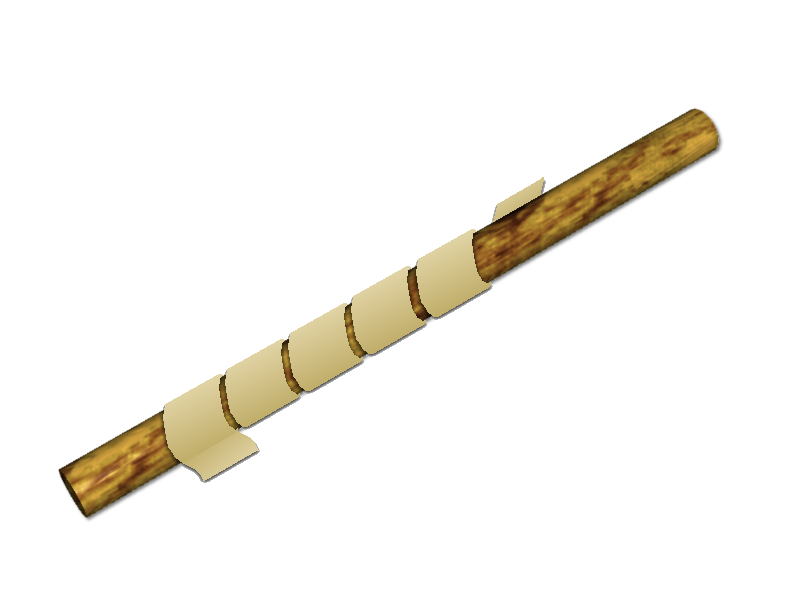

Een scytale of skytale, van het Oudgriekse σκυτάλη (staaf), is een hulpmiddel dat voor de encryptie van een bericht wordt gebruikt. Het cijfer, de methode om de klare tekst te versleutelen, dat van een scytale gebruikmaakte werd waarschijnlijk al in de tijd van het oude Griekenland gebruikt. De Grieks historicus Plutarchus noemt het gebruik van een scytale tijdens de Peloponnesische Oorlog in zijn biografie van Lysander.
Het ging om een transpositiecijfer. De algemene voorstelling is een cilindrisch voorwerp met daaromheen een strook papier gewikkeld. De zender en de ontvanger moeten daartoe beiden een voorwerp te bezitten, dat van beiden dezelfde vorm heeft. Mensen droegen in de oudheid vaak een wapenstok of een staf, zodat ze als het ware de volledige scytale bij zich hadden. De skytale wordt daarom ook stafversleuteling genoemd.
Hoewel ook stafversleuteling genaamd kan men van veel voorwerpen een scytale maken. Bijvoorbeeld van een potlood, een glas, een vaas of zelfs een boek. Om de klare tekst te versleutelen wikkelt men een strook perkament, leer, of tegenwoordig papier diagonaal om de vorm waarna men de tekst er horizontaal opschrijft. Daarna haalt men de strook eraf en stuurt deze naar de ontvanger die op zijn beurt de strook om zijn scytale wikkelt en de tekst er weer af leest. Hoewel men onregelmatig gevormde voorwerpen, zoals een fles, kan gebruiken, kunnen skytale versleutelingen in het algemeen worden gebroken.

## Voorbeeld
De afzender schrijft de klare tekst op een band, die hij om zijn scytale heeft gewikkeld, bijvoorbeeld,
```
_____________________________________________________________
       |   |   |   |   |   |  |
       | d | e | p | e | r |  |
     __| z | e | n | k | o |__|
    |  | m | e | n | e | r |
    |  | n | u | a | a | n |
    |  |   |   |   |   |   |
_____________________________________________________________

```

zodat de cijfertekst op de band, die wordt opgestuurd, na het afrollen  'dzmneeeupnnaekearorn' wordt. De ontvanger wikkelt de ontvangen band op zijn identieke scytale en kan de klare tekst lezen.